# Kloster Mühlheim (Osthofen)
Das Kloster Mühlheim (Osthofen) war vom 12. bis zum 14. Jahrhundert ein Nonnenkloster in Osthofen-Mühlheim, Landkreis Alzey-Worms in Rheinland-Pfalz. 

## Geschichte
Das der heiligen Margareta von Antiochien gewidmete Nonnenkloster Mühlheim (historisch auch: Mühlen, Mullen oder Mulne) wurde im 12. Jahrhundert (vor 1167) gestiftet, war zuerst mit Augustinerinnen besetzt, dann mit Zisterzienserinnen. Nach dem Verzicht der örtlichen Lehnsherren übergab der Wormser Bischof Eberhard I. das Kloster 1272 der in Mühlheim ansässigen Komturei des Templerordens. Aus dem Zisterzienserinnenkloster wurde eines der seltenen Templerinnenklöster. Mit dem Ende des Templerordens 1312 ging das Kloster an den Johanniterorden über, doch weigerten sich die Nonnen, den Habit der Johanniter anzunehmen. Es scheinen keine Reste vorhanden.